# Перейра, Силвиу Мануэл
Си́лвиу Мануэ́л ди Азеве́ду Ферре́йра Са Пере́йра (порт. Sílvio Manuel de Azevedo Ferreira Sá Pereira; род. 28 сентября 1987, Лиссабон) — португальский футболист, правый защитник.

## Карьера
Силвиу воспитанник клуба «Бенфика», куда он пришёл в возрасте 13-ти лет. В этом клубе футболист, который по словам тогдашнего тренера игрока «был тощим ребенком, невысокого роста, но он очень хорошо игравшим обеими ногами», выступал на всех позициях, чаще — слева в обороне, но при надобности и на позиции под нападающими. Пройдя юношеские команды «Бенфики» вплоть до 19 лет, Силвиу был признан бесперспективным и вынужденно перешёл в клуб «Атлетико Касен» третьего португальского дивизиона. Там он провёл один сезон и ушёл в «Одивелаш» второго дивизиона. В матче Кубка Португалии с клубом «Риу Аве», Силвиу поразил руководство этой команды. По окончании сезона в стране, он подписал контракт с «Риу». Дебютный матч за клуб защитник провёл против «Бенфики»; игра завершилась вничью 1:1. Всего в «Риу Аве» футболист провёл два сезона, сыграв в 57 играх.
Летом 2010 года он перешёл в «Брагу», искавшую левого защитника. Однако в команде футболист был вынужден играть и на позиции справа в обороне. Первый гол за клуб защитник забил в ворота «Маритиму», принеся победу своей команде со счётом 1:0. Осенью молодым португальцем заинтересовался российский клуб ЦСКА. Защитник «Браги» переходит в «Атлетико».

## Международная карьера
В 2010 году Силвиу дебютировал в составе сборной Португалии в товарищеской игре с Норвегией, в которой его команда победила 1:0.

## Достижения
«Атлетико Мадрид»
- Победитель Лиги Европы: 2011/12
- Обладатель Суперкубока УЕФА: 2012

«Бенфика»
- Чемпион Португалии (3): 2013/14 2014/15, 2015/16
- Обладатель Кубка Португалии: 2013/14
- Обладатель Кубка Португальской лиги (2): 2013/14, 2014/15